# عیدی امین
عیدی امین دادا اومه (به انگلیسی: Idi Amin Dada Oumee) (حدود ۱۹۲۵ – ۱۶ اوت ۲۰۰۳) رهبر خودکامه، دیکتاتور نظامی ، همچنین سومین رئیس‌جمهور اوگاندا از ژانویه سال ۱۹۷۱ تا آوریل سال ۱۹۷۹ و یک بوکسور بود

## زندگی سیاسی

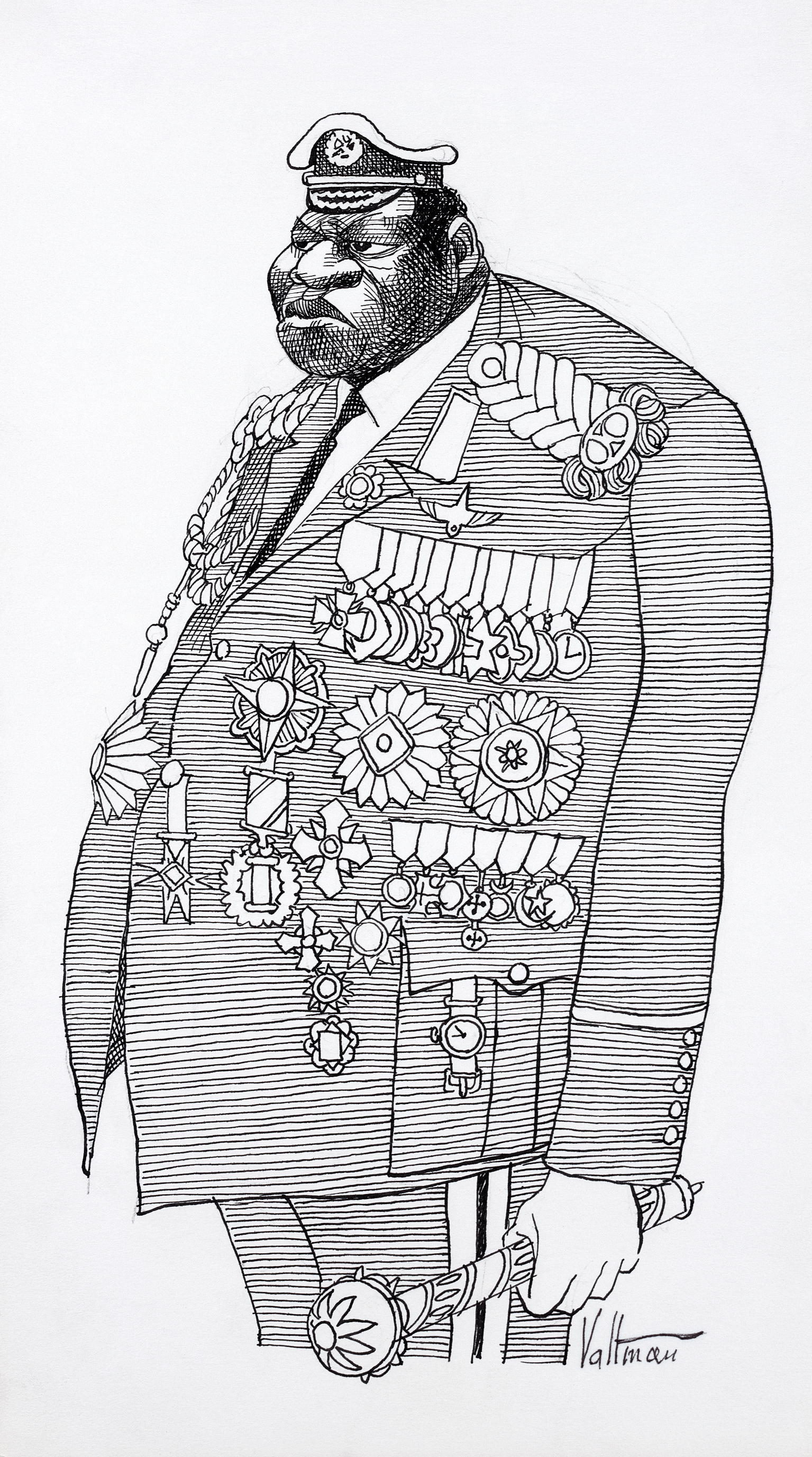
کاریکاتوری از عیدی امین، دیکتاتور اوگاندا، اثر ادموند والتمن

### به قدرت رسیدن
او که فرماندهی ارتش اوگاندا را در اختیار داشت، قدرت را با کودتا علیه میلتون اوبوته به چنگ آورد و در دوران حکومت خود در زمینه نقض حقوق بشر از جمله اعدام‌های خودسرانه، سرکوب مخالفان سیاسی و اقلیت‌های قومی و اخراج آسیایی‌ها از کشور، کارنامه سیاهی از خود به جای گذاشت. مقتولان دوران فرمان‌روایی وی بین صد تا پانصد هزار نفر شمارش می‌شوند.
اوگاندا در ۱۹۷۷ تا ۱۹۷۹ به عضویت کمیسیون حقوق بشر ملل متحد انتخاب و عیدی امین در ۱۹۷۵ و ۱۹۷۶ به ریاست اتحادیه آفریقا منصوب شد.

### القاب
عیدی امین با گذشت زمان سرسخت‌تر و دمدمی‌مزاج‌تر شد و رفتارهای غیرعادی و غیرقابل پیش‌بینی او نمایان‌تر شد. او برای خود القاب و عنوان‌های مختلفی انتخاب می‌کرد از جمله: عالی‌جناب، رئیس‌جمهور ابدی، فیلد مارشال، حاجی، دکتر و «خداوندگار همهٔ جانداران روی زمین و ماهیان دریاها و فاتح قلمرو امپراتوری بریتانیا در آفریقا و به‌ویژه در اوگاندا».
بریتانیا در سال ۱۹۷۷ روابط دیپلماتیک خود را با رژیم امین قطع کرد. پس از این اتفاق، امین مدعی شکست دادن بریتانیا شد و خود را فاتح قلمرو امپراتوری بریتانیا نامید. او همچنین مدعی تاج‌وتخت در اسکاتلند بود.

### درگیری با اسرائیل
حمله نیروهای ارتش اسرائیل (تحت رمز عملیات انتبه) به فرودگاه بین‌المللی انتبه در اوگاندا (نزدیک به شهر کامپالا) در سال ۱۹۷۶ برای آزادسازی گروگان‌های پرواز ایر فرانس، در زمان عیدی امین اتفاق افتاد.

### افول قدرت
عیدی امین در جنگی که سال ۱۹۷۸ برای ضمیمه کردن ایالت کاگرا در تانزانیا به کشور خود بر پا کرد، حکومت خود را از دست داد و به زئیر (جمهوری دموکراتیک کنگو امروزی) گریخت. او دو سال بعد به عربستان سعودی نقل مکان کرد و تا پایان عمر در شهر جده زیست.

## زندگی شخصی
عیدی امین حداقل ۶ همسر داشت و تعداد فرزندانش نیز بین ۳۴ تا ۵۴ نفر برآورد می‌شوند. تابان امین، پسر بزرگش، تا هنگام مرگ پدر، جبههٔ کرانه نیل غربی گروه شورشی مخالف حکومت یوری موسونی را رهبری می‌کرد. اما در سال ۲۰۰۵ از سوی موسونی بخشیده شد و هم‌اکنون نایب رئیس سازمان امنیت داخلی اوگاندا است.